# Warner Bros. Discovery France
Warner Bros. Discovery France initialement Turner Broadcasting System France, regroupe l'ensemble des activités cinématographiques et audiovisuelles du conglomérat américain Warner Bros. Discovery en France, en Afrique et au Benelux.
Implanté à travers huit filiales françaises, le groupe réunit les différentes activités de WarnerMedia et Discovery, Inc. à la suite de leur fusion le 8 avril 2022.

## Activités

### Production et distribution cinématographique
Warner Bros. Entertainment France gère la distribution des longs métrages Warner Bros. et de productions françaises en France et au Benelux. La filiale supervise également l'édition vidéo des films et séries en DVD, Blu-ray, Blu-ray Ultra HD et VOD ainsi que la sortie des jeux vidéo de Warner Bros. Games et les activités autour des franchises du groupe (Harry Potter, DC, Looney Tunes, etc.).

#### Historique
Les premiers films Warner Bros. furent distribués en France par Gaumont dès 1923, suivi par Jacques Haïk en 1925 et la Compagnie Vitagraph de France en 1927. Le 11 février 1929, le studio américain constitue la société Warner Bros. First National Films, Inc. et s'installe en France dans les locaux parisiens des Films First National, présents au 25, rue de Courcelles depuis juin 1925,.
En 1930, Warner Bros. First National Films, Inc. sort son premier film français : Contre-enquête de John Daumery, long métrage parlant tourné en quatre langues par le studio. Cette année-là, la filiale ouvre une agence à Alger pour la distribution de leurs productions dans l'Afrique du Nord (Tunisie et Maroc). Une dizaine de films français sont distribués par Warner Bros. jusqu'en 1935. En décembre 1938, le studio s'installe à Paris dans l'hôtel particulier du 5, avenue Vélasquez (abritant aujourd'hui les bureaux de la Scam). La filiale française du studio y restera jusqu'en 1972.
À partir des années 1950, Warner Bros. reprend la distribution de films français. Elle fonde en octobre 1962 la société Productions et Éditions Cinématographiques Françaises (PECF) pour coproduire des films sur le territoire. Symphonie pour un massacre de Jacques Deray en sera le premier.
En 1967, la société Warner Bros. First National Films, Inc. devient Warner Bros. Seven Arts (Transatlantic) Inc. à la suite de son rachat par Seven Arts Productions. Deux ans plus tard, le studio est à son tour acquis par Kinney National Company et la filiale devient Warner Bros. (Transatlantic) Inc. en novembre 1969.
Warner Bros. (Transatlantic) Inc. et Columbia Film s'associent en décembre 1971 pour fonder un groupement d'intérêt économique, Warner-Columbia Film. Le GIE assure la distribution des films des deux studios dans plusieurs territoires dont la France jusqu'en 1987.
En 1997, Francis Boespflug, nouveau directeur de la filiale française, relance la société de production PECF qui avait notamment coproduit La Nuit américaine de François Truffaut. Par ce biais, Warner Bros. participe à nouveau au financement de films français : La Classe de neige, Comme une bête, Recto-verso, etc.
Fin 2001, la filiale Warner Home Video France (fondée en 1981) absorbe PECF ainsi que les activités de Warner Bros. (Transatlantic) Inc. et devient Warner Bros. France. Elle est renommée Warner Bros. Entertainment France en novembre 2006.
En août 2022, Warner Bros. rafle la distribution internationale des films MGM (à partir de Bones and All), auparavant assurée par Universal Pictures et avant cela par Sony Pictures.

### Production audiovisuelle
Warner Bros. Television est implanté en France avec sa filiale de production audiovisuelle, Warner Bros. International Television Production France (WBITVP). Ouverte en mai 2016, elle développe et adapte des programmes de flux pour les chaînes de télévision françaises (Affaire conclue, Super Nanny) et les plateformes de streaming (True Story sur Prime Video).
Warner Bros. Discovery est également présent dans la fiction audiovisuelle en France depuis 2022 avec la série Visitors, produite pour la chaîne Warner TV. Plusieurs séries françaises sont également en développement pour la future plateforme Max.

### Édition de chaînes de télévision
Le groupe Warner Bros. Discovery édite une dizaine de chaînes de télévision payantes en France et au Benelux à travers de multiples filiales : CNN Global (CNN International), Discovery Communications Europe (Discovery Channel, ID, TLC), Discovery France Holdings (Eurosport) et Turner Broadcasting System France (Cartoon Network, TCM Cinéma, Boomerang, Warner TV, Cartoonito, Warner TV Next).
Depuis 2014, Turner Broadcasting System France édite également les chaînes africaines du groupe : Cartoon Network, Boing, Cartoonito, Toonami et TNT.
| Logo | Chaîne                     | Date de création                 | Date de disparition | Diffusion                                                                                        | Note                                              |
| ---- | -------------------------- | -------------------------------- | ------------------- | ------------------------------------------------------------------------------------------------ | ------------------------------------------------- |
|      | TNT Cartoon                | 17 septembre 1993                | décembre 1996       | Satellite Astra en clair                                                                         | Scindé en TNT Classic Movies et Cartoon Network   |
|      | TNT Classic Movies         | décembre 1996                    | 12 juin 2001        | Satellite Astra en clair                                                                         | Remplacé par TCM                                  |
|      | Discovery Real Time (HD)   | septembre 2005                   | 26 janvier 2010     | Canal+ / Numericable / Noos                                                                      | Remplacé par Discovery HD Showcase                |
|      | Discovery HD Showcase (HD) | 26 janvier 2010                  | 18 septembre 2012   | Canal+                                                                                           | Remplacé par Discovery Science                    |
|      | HGTV (HD)                  | novembre 2020                    | novembre 2020       | Canal+                                                                                           | Lancement de la chaîne annulé                     |
|      | Discovery Family           | 14 septembre 2017                | 29 mars 2022        | SFR                                                                                              | Arrêté par faute d'audience                       |
|      | Boing (HD)                 | 8 avril 2010                     | 3 avril 2023        | Prime Video Channels / Canal+ / Bouygues Telecom / SFR / Free / Orange / Molotov TV / VideoFutur | Remplacé par Cartoonito                           |
|      | Toonami (HD)               | 11 février 2016                  | 4 septembre 2023    | Prime Video Channels / Canal+ / Bouygues Telecom / SFR / Free / Orange / Molotov TV / VideoFutur | Remplacé par Warner TV Next                       |
|      | Discovery Science (HD)     | 18 septembre 2012                | 26 février 2024     | Prime Video Channels / Canal+ / SFR / Free                                                       | Remplacé par TLC                                  |
|      | Eurosport 4K SDR (4K)      | 27 mai 2020 puis 16 juillet 2024 | 10 septembre 2024   | Prime Video Channels / Canal+ / Bouygues Telecom / Free / Max                                    | Chaînes événementielles pour les JO de Paris 2024 |
|      | Eurosport 4K HDR (4K)      | 16 juillet 2024                  | 10 septembre 2024   | Prime Video Channels / Canal+ / Bouygues Telecom / Free / Max                                    | Chaînes événementielles pour les JO de Paris 2024 |
|      | Eurosport 3 à 9 (HD)       | 16 juillet 2024                  | 10 septembre 2024   | Prime Video Channels / Canal+ / Bouygues Telecom / Free / Max                                    | Chaînes événementielles pour les JO de Paris 2024 |

#### Historique
Cinq ans après le lancement de CNN aux États-Unis, Turner Broadcasting System lance CNN International le 1er septembre 1985. Disponible par satellite en Europe pour les hôtels ou les réseaux câblés, sa programmation alterne entre celle de la chaîne américaine et de Headline News.

Logo de TNT Classic Movies de 1993 à 1999.

En septembre 1993, Turner lance TNT Cartoon, une déclinaison européenne en cinq langues de ses chaînes TNT (consacrée au cinéma) et Cartoon Network (dédiée aux dessins animés), accessible sur un canal partagé en clair via le satellite Astra. Émises depuis le Royaume-Uni, l'absence de pouvoir du Conseil supérieur de l'audiovisuel, notamment sur la question des quotas réglementaires, provoque une vive inquiétude dans le secteur audiovisuel français et européen.
En octobre 1996, Turner Broadcasting System fusionne avec le groupe Time Warner. Deux mois plus tard, TNT Classic Movies et Cartoon Network deviennent deux chaînes distinctes sur le satellite. Une déclinaison française de Cartoon Network voit le jour en juin 1998, puis TNT Classic Movies cède sa place à TCM le 15 octobre 1999. À cette occasion, une filiale française Turner Broadcasting System France est créée.
Plusieurs nouvelles chaînes jeunesse rejoignent l'offre de Turner : Boomerang en 2003, Boing en 2010 et Toonami en 2016. En parallèle, TCM devient TCM Cinéma en 2013, Warner TV s'installe en 2017 puis Toonami partage son canal avec une déclinaison française d'Adult Swim à partir de 2019.
En juin 2019, Turner France devient WarnerMedia France (uniquement dans sa communication) à la suite de la réorganisation du groupe et la dissolution de la filiale américaine Turner Broadcasting System. L'opérateur AT&T cède finalement le groupe WarnerMedia, qui fusionne avec Discovery, Inc. en avril 2022. Les chaînes de WarnerMedia France fusionnent ainsi avec les chaînes du groupe Discovery, présent en France depuis septembre 2004 et propriétaire d'Eurosport depuis 2015,.
En avril 2023, la chaîne Boing est remplacée par Cartoonito.
En septembre 2023, la chaîne Toonami est remplacée par Warner TV Next.
En février 2024, la chaîne Discovery Science est remplacée par TLC.
La chaîne Eurosport 4K SDR fait son retour pour les JO de Paris 2024, accompagnée d'une nouvelle chaîne Eurosport 4K HDR mais aussi la diffusion d'Eurosport 1 & 2 en HDR uniquement sur Max.
Ensuite, en juillet 2024, Canal+ annonce l'arrivée des chaînes Eurosport 3 à 9 et des chaînes Eurosport 360° 9 à 32.
Bouygues Telecom intègre les chaînes Eurosport 3 à 9 et Eurosport 4K HDR. Et Free les chaînes Eurosport 3 à 9.

#### Diffusion
À la suite de la prise de contrôle d'Eurosport par Discovery Communications, le bouquet quitte la TNT payante en janvier 2015 et devient une exclusivité Canalsat. En novembre 2016, SFR rafle l'exclusivité des quatre chaînes Discovery pour près de 30 millions d'euros.
De son côté, Turner Broadcasting System France s'associe avec le Groupe Canal+ en 2017 pour lancer la chaîne Warner TV en exclusivité chez Canal. Toutefois, bien qu'alliés depuis 1997, Canal+ perd l'intégralité des huit chaînes Turner France en janvier 2023, faute d'accord entre les deux groupes.
Le 13 mars 2023, le groupe Canal et Warner Bros. Discovery France continuent les négociations, si les deux groupes parviennent à négocier, les chaînes Warner seront de nouveau disponibles sur les offres Canal.
Le 22 novembre 2023, Molotov TV annonce la fin de la diffusion des chaînes CNN International EMEA, TCM Cinéma, Boomerang, Cartoonito, Warner TV Next ainsi que Adult Swim.
En 2024, Canal+ est le principal partenaire français de Max lancé en France le 11 juin, Canal+ s’occupe de sa régie et distribue le service dans ses offres, où toutes ses chaînes sont disponibles.
Le 15 novembre 2024, le contrat de renouvellement des chaînes Eurosport est annoncé à la dernière minute après la date d’annonce de leur retrait. Les chaînes Cartoon Network, Boomerang et Cartoonito redeviennent distribuées par Canal+ dans certaines offres en France, et avec d’autres chaînes en Afrique.

### Édition de services de vidéo à la demande
À ce jour, Warner Bros. Discovery édite plusieurs services de télévision de rattrapage pour ses chaînes françaises. Le groupe prévoit de lancer en France une offre d'abonnement généraliste nommée Pass Warner en mars 2023, en attendant le lancement d'une plateforme de vidéo à la demande par abonnement réunissant ses services américains HBO Max et Discovery+ à l'automne 2024.

#### Historique
Par le biais de ses filiales, le groupe WarnerMedia fut actionnaire de trois services de vidéo à la demande par abonnement en France : FilmStruck (de juin à novembre 2018), Crunchyroll (de mars 2019 à août 2021) et ADN (de décembre 2019 à août 2021),.
En octobre 2018, WarnerMedia annonce la création d'un service de vidéo à la demande par abonnement réunissant l'ensemble de ses marques d'ici à la fin 2019. HBO Max voit finalement le jour aux États-Unis le 27 mai 2020. En octobre 2021, le groupe recrute Vera Peltekian, jusqu'alors responsable chez Canal+, pour concevoir les futures productions françaises originales de HBO Max. Attendu pour un lancement français en 2023 (date à laquelle l'accord d'exclusivité liant HBO et OCS arrive à expiration), le déploiement de HBO Max est interrompu à la suite de sa fusion annoncée avec Discovery+, résultante elle-même de la fusion de leurs maison-mères, WarnerMedia et Discovery.
En août 2022, Warner Bros. Discovery annonce le déploiement de sa future plateforme sur de nouveaux marchés – dont la France – pour l'automne 2024. Les noms, tarifs et offres du nouveau service seront dévoilés le 12 avril 2023.
Pour combler l'absence d'offre légale de ses programmes depuis la fin de l'accord HBO/OCS et la disparition des chaînes Turner chez Canal+ en janvier 2023, le groupe annonce le lancement du Pass Warner, un abonnement disponible sur Prime Video comprenant les séries HBO et les 12 chaînes du groupe en France. Son lancement est prévu pour mars 2023.

## Identité visuelle

Logo de Turner Broadcasting System de 1999 à 2015 en France.
Logo de Turner Broadcasting System de 2015 à 2019 en France.
Logo de WarnerMedia de 2019 à 2020 en France.
Logo de WarnerMedia de 2020 à 2022.
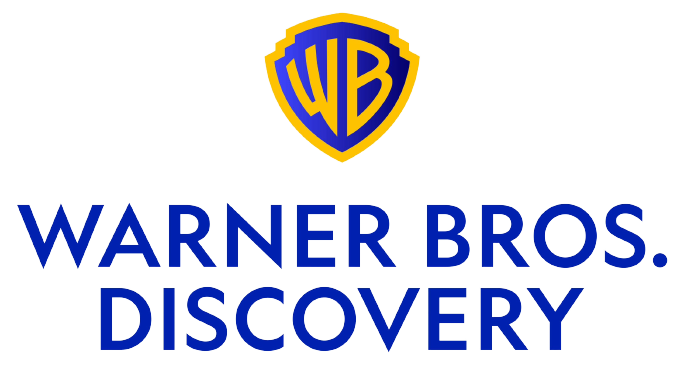
Logo de Warner Bros. Discovery depuis 2022.